# Fritz Drahn
Fritz Drahn (* 23. Juni 1888 in Braunschweig; † 15. Dezember 1960) war ein deutscher Tierarzt und Hochschullehrer.

## Leben
Geboren als Sohn eines hannoverschen Kaufmanns studierte Fritz Drahn ab dem Sommersemester 1907 an der Tierärztlichen Hochschule Hannover und wurde Mitglied des Corps Normannia Hannover. Im Februar 1911 erhielt er die tierärztliche Approbation. Anschließend war er in Delmenhorst als Assistent bei Friedrich Lindhorst tätig. 1912 wurde er an der Tierärztlichen Hochschule Hannover zum Dr. med. vet. promoviert. 
1914 wechselte er als Assistent an die Tierärztliche Hochschule Berlin. Am Ersten Weltkrieg nahm er als Veterinär der Reserve teil und wurde mit dem Eisernen Kreuz und dem Braunschweigischen Verdienstkreuz ausgezeichnet. 1921 wurde er Oberassistent und Prosektor am Anatomischen Institut der Tierärztlichen Hochschule Berlin, habilitierte sich dort zum Dr. med. vet. habil. und wurde Privatdozent für Embryologie. 1922 ernannte ihn die Tierärztliche Hochschule Berlin zum außerordentlichen Professor. 1928 legte er in Berlin das Kreistierarztexamen ab und wurde Veterinärrat des Stadt- und Landkreises Görlitz. Im Berufungsverfahren des Professors für Anatomie und Histologie der Tierärztlichen Hochschule Berlin als Nachfolger für den verstorbenen Heinrich Bittner wurde er von Reinhold Schmaltz favorisiert, unterlag jedoch Wilhelm Krüger, dem späteren Rektor der Friedrich-Wilhelms-Universität Berlin. 1950 wurde er Kreistierarzt in Wandlitz im Landkreis Niederbarnim und 1954 in Bad Freienwalde.
Drahn arbeitete auf dem Gebiet der Anatomie der Haustiere. Zusammen mit Friedrich Lindhorst verfasste er das Standardwerk der Tiermedizin Praktikum der tierärztlichen Geburtshilfe.

## Schriften
- Welche anatomischen Veränderungen treten an den Geschlechtsorganen der weiblichen Haussäugetiere, speziell der Hündin, zur Zeit der Brunst auf?, 1911
- Die anatomischen Veränderungen am Geschlechtsapparat unserer Haustiere bei der Brunst mit besonderer Berücksichtigung der Hündin, 1912
- Praktikum der tierärztlichen Geburtshilfe, 1918 (zusammen mit Friedrich Lindhorst)
- Extremitätenentwicklung und Polydactylie beim Pferde, 1927
- Haustiergeburtskunde: veterinärgeburtshilfliches Praktikum, 1958 (zusammen mit Heinz Kliemann)